# 가운초등학교
가운초등학교는 대한민국 경기도 남양주시에 있는 공립 초등학교이다.